# Hideo Shinojima
Hideo Shinojima (jap. 篠島 秀雄 Shinojima Hideo; ur. 21 stycznia 1910, zm. 11 lutego 1975) – japoński piłkarz, reprezentant kraju.

## Kariera reprezentacyjna
W reprezentacji Japonii zadebiutował 25 maja 1930 w meczu przeciwko reprezentacji Filipin. W sumie w reprezentacji wystąpił w 2 spotkaniach.

## Statystyki
| Reprezentacja Japonii | Reprezentacja Japonii | Reprezentacja Japonii |
| Rok                   | Mecze                 | Gole                  |
| --------------------- | --------------------- | --------------------- |
| 1930                  | 2                     | 1                     |
| Razem                 | 2                     | 1                     |